# (17884) Jeffthompson
(17884) Jeffthompson (1999 CD116) – planetoida z pasa głównego asteroid okrążająca Słońce w ciągu 3,48 lat w średniej odległości 2,29 j.a. Odkryta 12 lutego 1999 roku.